# Musikhuset Aarhus
Musikhuset Aarhus er en bygning lige syd for kunstmuseet i Aarhus. Musikhuset har seks sale, ni scener og 35.000 m². Hvert år afholdes ca. 1500 arrangementer indenfor koncerter, dans, teater, musicals, klassisk musik, opera og comedy. Omkring 650.000 gæster besøger årligt Musikhuset.[kilde mangler]
Musikhuset huser udover egne aktiviteter, Det Jyske Musikkonservatorium, Aarhus Symfoniorkester, Den Jyske Opera, restaurant og café johan r, teatergruppen Filuren og Comedy Zoo Aarhus. 
Gennem årene har Musikhuset præsenteret navne som Bob Dylan, Rod Stewart, The Beach Boys, Mumford & Sons, Kris Kristofferson, Tina Turner, Leonard Cohen, Liza Minnelli, Ray Charles, Stan Getz, John Denver, Bolsjojteatret, Orchestre de Paris, Daniel Barenboim, Martha Graham Dance Company (en), Tree of Codes, Dronningens 75 års fødselsdag og store musicals som Mamma Mia!, Elsk mig i nat, Shu-bi-dua, Dirty Dancing og Saturday Night Fever (en).[kilde mangler]

## Historie
Musikhuset blev indviet 27. august 1982. Det er tegnet af arkitekterne Kjær & Richter, der vandt arkitektkonkurrencen. Første spadestik blev taget 5. juni 1979. Grundstenen (til Foyeren) blev nedlagt 11. maj 1981. Prisen for byggeriet var på 115 millioner kroner, som blev finansieret af Aarhus Kommune.[kilde mangler]
I 2004 blev Musikhusets glasfacade flyttet  8,64 meter ud mod parken, så foyerområdet blev gjort 600 m² større i stueplan og 1000m² med balkoner.
Musikhuset var før udvidelsen i 2007 på 16.000 m², med 300 rum. Store Sal har 1588 pladser. Lille Sal 319 pladser. Børneteatersalen (børneteatret Filuren) har 150 pladser. Foyeren er på 2000 m² med 40 bærende søjler på 11-17 meters højde. I 2007 blev huset udvidet med yderligere 17.000 m² tegnet af arkitektfirmaet C.F. Møller, så huset kom til at omfatte 35.000 m² og 500 rum og er dermed Nordens største musikhus. Den nye tilbygning tilføjede Symfonisk sal med 1284 pladser, en fleksibel Rytmisk sal med plads til 465-1000 publikummer samt en Kammermusiksalen til 100 personer. Dertil kom undervisnings- og øvefaciliteter til Det Jyske Musikkonservatorium og Aarhus Symfoniorkester. Det eksisterende Musikhus blev ved samme lejlighed ombygget med et nyt forbindelsesstrøg og en ny sal til børneteateret Filuren.
I anledning af Musikhusets 25 års jubilæum i 2007 blev der afholdt et arrangement, hvor orkestret Le Freak optrådte med ét aarhusiansk pophit for hvert år fra 1982-2007.
Den officielle åbning af Europæisk Kulturhovedstad i Aarhus 2017 fandt sted i Musikhuset 21. januar 2017 i overværelse af Hendes Majestæt Dronningen, statsminister Lars Løkke Rasmussen, kulturminister Mette Bock og borgmester i Aarhus Jacob Bundsgaard.

## Salene
Musikhuset har seks sale og ni scener, heriblandt:
- Store sal 1588 siddende.
- Symfonisk sal 1184 siddende plus 100 korpladser samlet 1284 siddende.
- Rytmisk sal 1000 stående eller 465 siddende.
- Foyerscenen 700 siddende – 2000 stående.
- Lille sal 319 siddende.
- Filuren 150 siddende.
- Cafescenen 125 siddende.
- Kammermusiksal 100 siddende.
- En udendørs amfiscene, der kan rumme 6000 mennesker.

## Musikhuset Aarhus og Det Jyske Musikkonservatorium
I sommeren 2007 fik Det Jyske Musikkonservatorium undervisningsfaciliteter ved Musikhuset Aarhus, da man samlede konservatoriets aktiviteter under ét tag. I denne process blev bygningen udbygget med Symfonisk sal, Rytmisk sal og Kammermusiksalen. Dog forsætter konservatoriet sine aktiviteter i det nye Musikkens Hus i Aalborg.